# Xiphocentronidae
Xiphocentronidae zijn een familie van schietmotten. De familie kent zeven geslachten.